# Hoplitis bihamata
Hoplitis bihamata là một loài Hymenoptera trong họ Megachilidae. Loài này được Costa mô tả khoa học năm 1885.